# Anselme Rolle
Pour les articles homonymes, voir Rolle.
Anselme Rolle (1583 - Bordeaux, 24 août 1627) était un moine bénédictin qui fut l'un des promoteurs de la réforme de l'ordre de Saint-Benoît, en France après le Concile de Trente et l'un des fondateurs de la Congrégation de Saint-Maur.

## Biographie
Anselme Rolle, moine de l'abbaye Saint-Vanne de Verdun, en 1612 - en même temps qu'Athanase de Mongin - participa à l'introduction de la réforme mauriste à l'abbaye Saint-Augustin-lès-Limoges, avant d'être nommé, en 1620, prieur de l'abbaye Saint-Pierre de Corbie, en Picardie où il réussit malgré l'hostilité d'une majorité de moines à imposer peu à peu la réforme. Devenu visiteur, il parvint à introduire la réforme à l'abbaye de Jumièges, en Normandie. Il devint ensuite assistant du supérieur général aux Blancs-Manteaux de Paris avant d'aller à l'abbaye du Mont-Saint-Michel sous l'abbatiat d'Henri de Lorraine.
Il devint Supérieur général de la congrégation en 1624 et mourut à l'abbaye Sainte-Croix de Bordeaux en 1627.